# Balanophyllia caribbeana
Balanophyllia caribbeana är en korallart som beskrevs av Stephen D. Cairns 1977. Balanophyllia caribbeana ingår i släktet Balanophyllia och familjen Dendrophylliidae. Inga underarter finns listade i Catalogue of Life.